# 小田滋
小田 滋（おだ しげる、1924年（大正13年）10月22日 - ）は、日本の法学者。専門は国際法や海法。学位はDoctor of the Science of Law（イェール大学・1953年）、法学博士（東北大学・1962年）。東北大学名誉教授、日本学士院会員、文化功労者。文化勲章受章、瑞宝大綬章受章。弁護士。
東北大学法学部教授、国際司法裁判所判事、国際司法裁判所副所長などを務め、1976年2月6日から2003年2月5日まで3期27年間にわたり国際司法裁判所の判事であった。

## 経歴
出生から修学期
1924年、北海道札幌市で生まれた。10歳から台湾・台北市で育った。台北高等学校尋常科・高等科を経て、東京帝国大学法学部政治学科に進学。1947年9月に卒業。1953年、イェール・ロースクール博士課程を修了し、Doctor of the Science of Lawを取得。
研究者として
1953年6月、東北大学法学部助教授に就いた。1959年4月、東北大学法学部教授に昇格。1962年、博士論文『海洋資源の国際的規制』を東北大学に提出して法学博士を取得。
1968年、国際司法裁判所ドイツ政府弁護人となった。1969年、万国国際法学会準会員に選出。1975年、アメリカ国際法学会名誉会員となった。1976年2月、国際司法裁判所判事。1979年、万国国際法学会正会員、財団法人東北大学研究教育振興財団副会長。1985年2月、東北大学名誉教授。1991年、国際司法裁判所副所長。1994年12月12日、日本学士院会員に選出された。
2024年10月22日に100歳となった。

## 受賞・栄典
- 2003年（平成15年）： 瑞宝大綬章[6]
- 2007年（平成19年）11月3日 - 文化功労者[7]
- 2012年（平成24年） ： 文化勲章[8]

## 研究活動・業績
専門は国際法で、海洋法を特に専門とした。今となっては常識となった「shared resources」理論は当時は革新的なものであった。
国際司法裁判所との関係
初めて国際司法裁判所（ICJ）に登場したのは、1968年の「北海大陸棚事件」における西ドイツの弁護人としてであった。第三次国連海洋法会議では日本代表団のメンバーとして活動。ICJ判事には、東北大学教授時代に登用された学者出身の裁判官であった。27年という任用期間は、常設国際司法裁判所以来からも史上最長記録である。ICJの裁判所所長への機会もあったが、本人は一裁判官としてずっと任務を続けるという意思があり、これを断ったという。判決に付随する個別意見、反対意見を多数書いた。本人は、これは他の裁判官を説得出来なかった自分の未熟さゆえんであると回顧している。
門下生
- 杉原高嶺
- 水上千之

## 家族・親族
- 父：小田俊郎は医学者で台北帝国大学教授を務めた。
- 母方の祖父：堀内次雄も医師。台湾の医学教育に尽くした[2]。
- 兄：小田稔はX線天文学者[1]。

## 著書

### 単著
- International Control of Sea Resources, A. W. Sythoff, 1963
- 『海の国際法：国際漁業と大陸棚』有斐閣 1969年
- 『海の資源と国際法』(全2巻) 有斐閣 1971-1972
- 『海洋法研究』有斐閣 1975
- 『海洋法』有斐閣 1979
- 『海洋法二十五年』有斐閣 1981
- 『注解国連海洋法条約（上）』有斐閣 1985[11]
- 『国際司法裁判所』日本評論社 1987
  - 増補版 2011年[12]
- 『海洋法の源流を探る』有信堂高文社 1989[13]
- 『国際法と共に歩んだ六〇年：学者として裁判官として』東信堂 2009[14]
- 『小田滋・回想の海洋法』東信堂 2012[15]

### 共編著
- 『現代国際法』石本泰雄・寺沢一共著、有斐閣 1971
  - 新版 1986年
- 『わが国裁判所の国際法判例』祖川武夫共著、有斐閣 1978
- 『解説条約集』石本泰雄共著、三省堂 1983
- 『日本の裁判所による国際法判例』祖川武夫共著 三省堂 1991

### 訳書
- 『国際憲法：憲法の国際化』ボリス・ミルキヌ＝ゲツェヴィチ（英語版）著、岩波書店 1952
- 『憲法の国際化：国際憲法の比較法的考察』B・ミルキヌ=ゲツエヴィチ著、有信堂 1964